# Pindus Nationalpark
Pindus Nationalpark (græsk: Εθνικός Δρυμός Πίνδου Ethnikós Drymós Píndou), også kendt som Valia Calda (betyder den varme dal på aromansk), er en nationalpark på det græske fastland, beliggende i et isoleret bjergrigt område ved periferien af Vestmakedonien og Epirus i den nordøstlige del af Pindus-bjergene. Den blev etableret i 1966 og dækker et areal på 69,27 km². Parkens kernezone på 22,60 km², dækker den største del af Valia Calda-dalen og skråningerne af de omkringliggende toppe.
Nationalparken ligger i en højde fra 1.076 til 2.177 moh. og er kendetegnet ved tætte skove af sortfyr og bøg, klippekanter, flere toppe over 2.000 moh. hurtige vandløb og bjergsøer. Området ligger i økoregion Pindus Mountains blandede skove og er en repræsentativ del af Pindusbjergkæden. Desuden er det et Natura 2000 -område og er et af de tre steder i Grækenland, der er vært for en bestand af brune bjørne .

## Geografi
Parken ligger på grænserne mellem de regionale enheder Grevena og Ioannina nord for byen Metsovo  og nær landsbyerne Vovousa, Perivoli og Milea . Der er ingen bebyggelser eller faciliteter inden for det beskyttede områdes grænser.
Flere toppe når en højde på over 2.000 m, bl.a. Avgo, der er 2.177 moh., Kakoplevri, 1.160 moh., Flegga, 2.159 moh. , Tria Sinora, 2.050 moh. og Aftia, 2.082 moh.
De underliggende klippeformationer er hovedsageligt serpentin jord, og der understøtter et specialiseret udvalg af planter. 

## Biologi

### Flora
Parken blev oprettet i 1966 og betragtes som et af de vigtigste beskyttede områder til vedligeholdelse af den bjergrige biodiversitet og økosystemintegritet på nationalt niveau. Skove af europæisk sortfyr ( Pinus nigra ) og almindelig bøg ( Fagus sylvatica ) dækker parkens nedre og mellemste højder fra 1.000 til 1.600 meters højde, hvor flere af disse træer er mere end 700 år gamle.Højere oppe i 1.600 til 1.900 meters højde, er skov med slangebarkfyr ( Pinus heldreichii ) dominerende, mens der højest oppe i 1.900 til 2.177 kun findes visse typer buske i de træløse alpine tundra. Derudover er de tørre steder og de nedre dele af dalen præget af dominans af almindelig buksbom, mens nogle ædelgraner (Abies borisii-regis) er spredt i skovene mellem sortfyr og bøg.
I alt er der registreret 415 plantetyper og 86 svampearter i området. En række lokale blomstertyper betragtes som endemiske for Balkan, såsom Bakkenellike og Allium breviradum. Andre sjældne arter i skovene i Pindus-bjergene, findes typisk i de lavere områder, Minuartia baldaci, Bornmuellera tymphaea, Campanula hawkinsiana, Viola dukadjinica og limurt. De vigtigste steder for indsamling af sjældne planter er nordskråningerne til toppene Aftia, Flegga og Kapetan Kleidi. Alle de ovennævnte steder er meget stejle og vanskelige for græssende dyr, hvilket gavner naturlig regenerering af skoven i dette område, og mange sjældne planter bevares.

### Fauna
Nationalparken er et af de tre områder i Grækenland, der er hjemsted for en bestand af brune bjørne (Ursus arctos arctos), der betragtes som en prioriteret art. Regionen selv kaldes også "bjørnepark". Andre store pattedyr, der lever i parken, er los, rådyr og vildkatte  hvor de sidste to findes i området omkring Flegga-skoven. Derudover er ulve, husmår, vildsvin og egern til stede i området året rundt. På den anden side findes en Balkan-gemse (Rupicapra rupicapra balcanica), en endemisk art fra Balkan, på de stejle og stenede dele af parken såvel som i områder med bøgeskove. De tre små floder, der krydser parkens område har meget klart vand og er det godt bevaret habitat for odder.
I nationalparkens område er der rapporteret om op til fem typer flagermus, hvor den mest almindelige er niktovatis ( Nyctalys noctula ). Desuden er den hjemsted for mere end 80 fuglearter heraf 10 typer sjældne fuglearter, bl.a. kejserørn, kongeørn, balkanhøg og lannerfalk, hvilket indikerer områdets ornitologiske betydning. En af de sjældne fugle, der findes i parken, er bjerglærken (Eremophilla alpestris), der findes på den alpine tundra, og stor tornskade ( Lanius excubitor ), der trækker om sommeren fra Afrika. De tætte skove i området er vært for otte typer spætter, inklusive hvidrygget flagspætte, mellemflagspætte, lille flagspætte og sortspætte .

## Fritidsaktiviteter
Pindus Nationalpark betragtes som en af de mindst besøgte og mindst kendte nationalparker i Europa, og der er ikke skiltet til den fra regionens hovedveje. Området byder på muligheder for vandreture med grusveje i god stand. Parken er bedst tilgængelig fra nord, fra landsbyen Perivoli, mens der også er et spor fra vestsiden nær Milia. Et klatreresort ligger nær Mavrovouni-toppen i en højde af 1.950 moh., som er en ideel base for udflugter til parkens område. I henhold til den lokale lovgivning er indsamling af enhver form for organismer ikke tilladt, og det er forbudt at campere og opholde sig i parkens kerneområde efter solnedgang. Yderligere begrænsninger inkluderer bålbrænding, og aktiviteter som kajakroning og rafting kræver en særlig godkendelse fra den lokale skovmyndighed.